# Grønsund
Grønsund er et farvand, der adskiller Falster fra Bogø og Møn. Grønsunds bredde er mellem godt 1 og 4 km og største dybde er 34 m.[kilde mangler]
Den sydlige Farøbro krydser Grønsund fra Falster til Bogø. Grønsund kan krydses med færgen fra Stubbekøbing til Bogø i sommerhalvåret.
Grønsunds dybe sejlrende har medvirket til en stor trafik af større skibe, som herved sparer en tur rundt om Falster.
Historisk set har Grønsund haft stor betydning som samlingssted for ledingsflåden i vikingetiden og senere rigets flåde under Valdemar-kongerne.
I 2000 blev der på Grønsund afholdt dansk og nordisk mesterskab for X-99'ere.
54°53′58″N 12°5′0″Ø / 54.89944°N 12.08333°Ø